# Tapinoma sessile
Tapinoma sessile es una especie de hormiga del género Tapinoma, subfamilia Dolichoderinae. Fue descrita científicamente por Say en 1836.
Se distribuye por Canadá, México y los Estados Unidos. Se ha encontrado a elevaciones de hasta 3202 metros. Vive en microhábitats como la hojarasca, vegetación baja y debajo de piedras.